# Washington Commanders 2023
La stagione 2023 dei Washington Commanders è stata la 92ª della franchigia nella National Football League e la quarta e ultima con Ron Rivera come capo-allenatore. Fu la prima stagione sotto la proprietà di Josh Harris, che guidò un gruppo per acquistare il club da Daniel Snyder per 6,05 miliardi di dollari.
La squadra sostituì il coordinatore offensivo Scott Turner, che era a Washington dal 2020, con l'ex coordinatore offensivo dei Kansas City Chiefs Eric Bieniemy, il quale fu anche nominato assistente del capo-allenatore. Il coordinatore difensivo Jack Del Rio  e l'allenatore dei defensive back Brent Vieselmeyer furono licenziati dopo una sconfitta contro i Dallas Cowboys il Giorno del Ringraziamento. La squadra non riuscì a eguagliare il bilancio di 8–8–1 della stagione precedente dopo una sconfitta nella settimana 13 contro i  Miami Dolphins. Malgrado l'avere vinto le prime due gare, i Commanders si persero per strada, facendo registrare un record di 2–13 nel resto della stagione, perdendo tutte le ultime otto gare, non qualificandosi ai playoff per il terzo anno consecutivo. L'8 gennaio 2024 fu annunciato il licenziamento del capo-allenatore Ron Rivera.
Con la vittoria dei Detroit Lions sui Los Angeles Rams nel primo turno di playoff, i Commanders divennero la squadra della NFC e la terza in assoluto nella NFL (dietro ai Miami Dolphins e i Las Vegas Raiders) a non vincere una gara della post-season da più tempo, con l'ultima vittoria che risale al 2005. Sempre con i Lions che la settimana successiva batterono i Tampa Bay Buccaneers, Washington divenne la squadra della NFC a non raggiungere da più tempo la finale di conference (32 stagioni consecutive).

## Scelte nel Draft 2023
| Scelte dei Washington Commanders nel Draft 2023 |        |                     |                  |                   |                      |
| Giro                                            | Scelta | Giocatore           | Ruolo            | College           | Note                 |
| 1                                               | 16     | Emmanuel Forbes     | Cornerback       | Mississippi State |                      |
| 2                                               | 47     | Jartavius Martin    | Defensive back   | Illinois          |                      |
| 3                                               | 97     | Ricky Stromberg     | Centro           | Arkansas          | Scelta compensatoria |
| 4                                               | 118    | Braeden Daniels     | Offensive tackle | Utah              |                      |
| 5                                               | 137    | KJ Henry            | Defensive end    | Clemson           | Da Buffalo           |
| 6                                               | 193    | Chris Rodriguez Jr. | Running back     | Kentucky          |                      |
| 7                                               | 233    | Andre Jones Jr.     | Defensive end    | Louisiana         |                      |

## Staff
| Staff dei Washington Commanders |
| --- |
| Organi dirigenziali - Proprietario – Daniel Snyder - CEO – Tanya Snyder - Presidente – Jason Wright - General manager – Martin Mayhew - Vice presidente esecutivo/personale dei giocatori – Marty Hurney - Vice presidente senior dell'amministrazione del football – Rob Rogers - Direttore senior del personale dei giocatori – Erik Stokes - Direttore del personale professionistico – Chris Polian - Direttore del personale dei college – Tim Gribble - Consulente senior – Doug Williams - Osservatori – Don Warren, Sheldon White, Paul Skansi Capo allenatore - Capo allenatore – Ron Rivera Altri allenatori - Direttore delle prestazioni dei giocatori – Brett Nenaber - Preparatore atletico – Chad Englehart Allenatori dell'attacco - Coordinatore offensivo – Scott Turner - Quarterback – Ken Zampese - Assistente quarterback/controllo qualità attacco – Luke Del Rio - Running back – Randy Jordan - Assistente running back – Jennifer King - Wide receiver – Drew Terrell - Tight end – Juan Castillo - Assistente tight end – Todd Storm - Offensive line – John Matsko - Assistente offensive line – Travelle Wharton - Assistente attacco senior – Jim Hostler Allenatori della difesa - Coordinatore difensivo – Jack Del Rio - Defensive line – Sam Mills III - Assistente defensive line – Jeff Zgonina - Linebacker – Steve Russ - Assistente linebacker/controllo qualità difesa – Vincent Rivera - Defensive back – Chris Harris - Assistente defensive back – Brent Vieselmeyer e Richard Rodgers Sr. - Controllo qualità difesa – Cristian Garcia Allenatori dello special team - Coordinatore special team – Nate Kaczor - Assistente special team – Ben Jacobs |

## Roster
| Roster dei Washington Commanders |
| --- |
| Quarterback - 12 Jacoby Brissett - 14 Sam Howell Running Back - 24 Antonio Gibson - 8 Brian Robinson Jr. - 23 Chris Rodriguez Jr. Wide Receiver - 2 Dyami Brown - 1 Jahan Dotson - 17 Terry McLaurin - 3 Byron Pringle - 4 Curtis Samuel - 86 Mitchell Tinsley Tight End - 87 John Bates - 80 Curtis Hodges - 82 Logan Thomas - 85 Cole Turner Offensive Linemen - 77 Saahdiq Charles G - 76 Sam Cosmi G - 63 Nick Gates C - 69 Tyler Larsen C - 72 Charles Leno T - 78 Cornelius Lucas T - 75 Chris Paul G - 73 Trent Scott T - 53 Ricky Stromberg C - 71 Andrew Wylie T Defensive Linemen - 93 Jonathan Allen DT - 92 Abdullah Anderson DT - 56 William Bradley-King DE - 55 KJ Henry DE - 50 Andre Jones Jr. DE - 94 Daron Payne DT - 91 John Ridgeway III DT - 96 James Smith-Williams DE - 90 Montez Sweat DE - 95 Casey Toohill DE - 99 Chase Young DE Linebacker - 57 Cody Barton MLB - 52 Jamin Davis OLB - 47 Khaleke Hudson OLB - 51 David Mayo MLB Defensive Back - 35 Percy Butler FS - 31 Kamren Curl SS - 13 Emmanuel Forbes CB - 22 Darrick Forrest FS - 29 Kendall Fuller CB - 34 Christian Holmes CB - 36 Danny Johnson CB - 20 Jartavius Martin CB - 39 Jeremy Reaves SS - 25 Benjamin St-Juste CB Special Team - 54 Camaron Cheeseman LS - 6 Joey Slye K - 5 Tress Way P Lista delle riserve - 30 Troy Apke CB (IR) - 64 David Bada DT (IR) - 68 Curtis Brooks DT (IR) - 79 Braeden Daniels T (IR) - 98 Phidarian Mathis DT (IR) - 15 Dax Milne WR (IR) - 97 Efe Obada DE (IR) - 88 Armani Rogers TE (IR) - 45 Kaden Smith TE (IR) - 58 Shaka Toney DE (Sospeso) Squadra di allenamento - 62 Alex Akingbulu T - 10 Kazmeir Allen WR - 40 Alex Armah FB - 61 Mason Brooks G - 32 Terrell Burgess SS - 26 Tariq Castro-Fields CB - 41 Jabril Cox OLB - 83 Jamison Crowder WR - 11 Jake Fromm QB - 38 Derrick Gore RB - 45 De'Jon Harris OLB - 60 Jaryd Jones-Smith G - 79 Benning Potoa'e DT - 89 Brycen Tremayne WR - 37 Nick Whiteside CB - 48 Keidron Smith S Roster aggiornato al 10 settembre 2023 53 attivi, 10 inattivi, 16 nella squadra di allenamento |
| Legenda - I rookie sono in corsivo. - Il primo ruolo è il principale mentre gli eventuali successivi indicano i ruoli secondari. - (IR) sta per Injured Reserve ed indica la lista ristretta per un solo giocatore infortunato che può tornare ad allenarsi dopo la settimana 6 e a rientrare in prima squadra dopo che questa ha giocato 8 partite. - (NF-Inj.) / (NF-Ill.) stanno rispettivamente per Non-Football Injured e Non-Football Illness ed indicano le liste dove viene inserito un giocatore che ha un infortunio o una malattia non dipendente dal football americano. - (PUP) sta per Physically Unable to Perform ed indica la lista dove viene inserito un giocatore mentre è in attesa di recuperare la condizione fisica. Nella stagione regolare dopo la sesta partita giocata dalla propria squadra, il giocatore ha tempo tre settimane per riprendere ad allenarsi, più tre settimane aggiuntive dal suo rientro agli allenamenti per rientrare in prima squadra. |

## Precampionato
Il 19 maggio 2023 fu reso noto il calendario delle gare del precampionato.
| Precampionato |           |           |                    |           |        |                          |              |         |
| Settimana     | Data      | Ora (ET)  | Avversario         | Risultato | Record | Stadio                   | TV           | Sintesi |
| 1             | 11 agosto | 7:30 p.m. | @ Cleveland Browns | V 17-15   | 1-0    | Cleveland Browns Stadium | WRC-TV (NBC) | Sintesi |
| 2             | 21 agosto | 8:00 p.m. | Baltimore Ravens   | V 29-28   | 2-0    | FedEx Field              | ESPN         | Sintesi |
| 3             | 26 agosto | 1:00 p.m. | Cincinnati Bengals | V 21-19   | 3-0    | FedEx Field              | WRC-TV (NBC) | Sintesi |

## Stagione regolare

### Calendario
Il calendario della stagione regolare 2023 fu reso noto l'11 maggio 2023. Data e orario della gara di settimana 18 furono stabilite il 31 dicembre 2023, dopo lo svolgimento del diciassettesimo turno.
| Stagione regolare |                     |                     |                        |                     |                     |                            |                     |                     |
| Settimana         | Data                | Ora (ET)            | Avversario             | Risultato           | Record              | Stadio                     | TV                  | Sintesi             |
| 1                 | 10 settembre        | 1:00 p.m.           | Arizona Cardinals      | V 20-16             | 1-0                 | FedEx Field                | Fox                 | Sintesi             |
| 2                 | 17 settembre        | 4:25 p.m.           | @ Denver Broncos       | V 35-33             | 2-0                 | Empower Field at Mile High | CBS                 | Sintesi             |
| 3                 | 24 settembre        | 1:00 p.m.           | Buffalo Bills          | S 3-37              | 2-1                 | FedEx Field                | CBS                 | Sintesi             |
| 4                 | 1º ottobre          | 1:00 p.m.           | @ Philadelphia Eagles  | S 31-34 (DTS)       | 2-2                 | Lincoln Financial Field    | Fox                 | Sintesi             |
| 5                 | 5 ottobre           | 8:15 p.m.           | Chicago Bears (T)      | S 20-40             | 2-3                 | FedEx Field                | Prime Video         | Sintesi             |
| 6                 | 15 ottobre          | 1:00 p.m.           | @ Atlanta Falcons      | V 24-16             | 3-3                 | Mercedes-Benz Stadium      | CBS                 | Sintesi             |
| 7                 | 22 ottobre          | 1:00 p.m.           | @ New York Giants      | S 7-14              | 3-4                 | MetLife Stadium            | CBS                 | Sintesi             |
| 8                 | 29 ottobre          | 1:00 p.m.           | Philadelphia Eagles    | S 31-38             | 3-5                 | FedEx Field                | Fox                 | Sintesi             |
| 9                 | 5 novembre          | 1:00 p.m.           | @ New England Patriots | V 20-17             | 4-5                 | Gillette Stadium           | Fox                 | Sintesi             |
| 10                | 12 novembre         | 4:25 p.m.           | @ Seattle Seahawks     | S 26-29             | 4-6                 | Lumen Field                | Fox                 | Sintesi             |
| 11                | 19 novembre         | 1:00 p.m.           | New York Giants        | S 19-31             | 4-7                 | FedEx Field                | Fox                 | Sintesi             |
| 12                | 23 novembre         | 4:30 p.m.           | @ Dallas Cowboys (TD)  | S 10-45             | 4-8                 | AT&T Stadium               | CBS                 | Sintesi             |
| 13                | 3 dicembre          | 1:00 p.m.           | Miami Dolphins         | S 15-45             | 4-9                 | FedEx Field                | Fox                 | Sintesi             |
| 14                | Settimana di riposo | Settimana di riposo | Settimana di riposo    | Settimana di riposo | Settimana di riposo | Settimana di riposo        | Settimana di riposo | Settimana di riposo |
| 15                | 17 dicembre         | 4:05 p.m.           | @ Los Angeles Rams     | S 20-28             | 4-10                | SoFi Stadium               | CBS                 | Sintesi             |
| 16                | 24 dicembre         | 1:00 p.m.           | @ New York Jets        | S 28-30             | 4-11                | MetLife Stadium            | CBS                 | Sintesi             |
| 17                | 31 dicembre         | 1:00 p.m.           | San Francisco 49ers    | S 10-27             | 4-12                | FedEx Field                | Fox                 | Sintesi             |
| 18                | 7 gennaio           | 4:25 p.m.           | Dallas Cowboys         | S 10-38             | 4-13                | FedEx Field                | Fox                 | Sintesi             |

Note:
- Gli avversari della propria division sono in grassetto.
- Il simbolo "@" indica una partita giocata in trasferta.
- (T) indica il Thursday Night Football e (TD) una partita giocata nel Thanksgiving Day.

## Premi

### Premi settimanali e mensili
- Jamison Crowder:

giocatore degli special team della NFC della settimana 6
- Tress Way:

giocatore degli special team della NFC della settimana 9